# Haunoldstein
Haunoldstein är en ort och kommun  i Österrike. Den ligger i distriktet Sankt Pölten-Land i förbundslandet Niederösterreich, 70 kilometer väster om huvudstaden Wien.
Kommunen består av sju orter (Ortschaften) (inom parentes invånarantal 1 januari 2024):

- Eibelsau (22)
- Eidletzberg (4)
- Groß Sierning (582)
- Haunoldstein (377)
- Osterburg (4)
- Pielachhäuser (197)
- Pottschollach (70)